# Lester Steers
Lester "Les" LeRoy Steers (né le 16 juin 1917 à Eureka - mort le 23 janvier 2003) est un athlète américain spécialiste du saut en hauteur.

## Biographie
En 1939, il remporte les Championnats de l'Amateur Athletic Union sous les couleurs du San Francisco Olympic Club (2,03 m), puis récidive l'année suivante avec 2,06 m, en adoptant, pour la première fois, le rouleau ventral. Il s'attaque par ailleurs au record du monde de son compatriote Melvin Walker mais échoue lors de ses multiples tentatives à 2,09 m. Le 17 juin 1941 à Los Angeles, Lester Steers franchit une barre placé à 2,11 m et établit un nouveau record du monde de la discipline. Champion universitaire en 1941, Lester Steers est contraint de mettre un terme à sa carrière sportive en 1942 car mobilisé durant la Seconde Guerre mondiale. Son record du monde n'est amélioré qu'en 1953 par son compatriote Buddy Davis.
Il est élu au Temple de la renommée de l'athlétisme des États-Unis en 1974.

## Sources
- Robert Parienté et Alain Billouin, La Fabuleuse Histoire de l'athlétisme, pages 533-534, Paris, Minerva 2003